# Ochsenberg (Königsbronn)
Ochsenberg is een plaats met 645 inwoners in de Duitse gemeente Königsbronn, deelstaat Baden-Württemberg.

## Geografie
Het dorp Ochsenberg ligt in het oostelijke deel van de Zwabische Jura (Ostalb), aan de westelijke rand van het Härtsfeld.

## Geschiedenis
De eerste schriftelijke bewijzen dateren van 1538. De naam van het dorp komt van de "ossenweide (Ochsen) voor het klooster, boven op de berg (Berg)".
Na de slag bij Nördlingen in 1634 in de Dertigjarige Oorlog werd Ochsenberg net als veel andere dorpen in dit gebied platgebrand.
Met de ingebruikname van de waterleiding Härtsfeld in 1891 kreeg Ochsenberg een constante toevoer van drinkwater uit de fontein in Itzelberg.
In 1910 werd het huidige gemeentehuis gebouwd, dat ook dienst doet als school en brandweerkazerne. De aanleg van de elektriciteitsvoorziening begon in 1917. Na 2 jaar bouwen werd de kerk in 1963 ingewijd.

## Demografie en religie
Met de komst en vestiging van vluchtelingen na de Tweede Wereldoorlog was het aantal inwoners merkbaar toegenomen.
Tot het einde van de Tweede Wereldoorlog was Ochsenberg protestant. Daarna nam het aantal rooms-katholieke inwoners aanzienlijk toe dankzij de inwonende vluchtelingen.
| |  | |
| Bevolkingsontwikkeling vanaf 1650 Einwohnerzahl: Bevolking; Jahr: Jaar Einwohner: Inwoners 1./2. Weltkrieg: Eerste/Tweede Wereldoorlog |  | Bevolkingsontwikkeling vanaf 1825 met religieuze gezindheid Religion ev: protestant, r.-k.: rooms-katholiek, sonstige: andere |

## Bekende Ochsenberger
- Hans Bäurle (* 1931), Schilder, graficus en beeldhouwer
- Jörg Haug (* 1937), Hoogleraar lokale studies

## Galerij

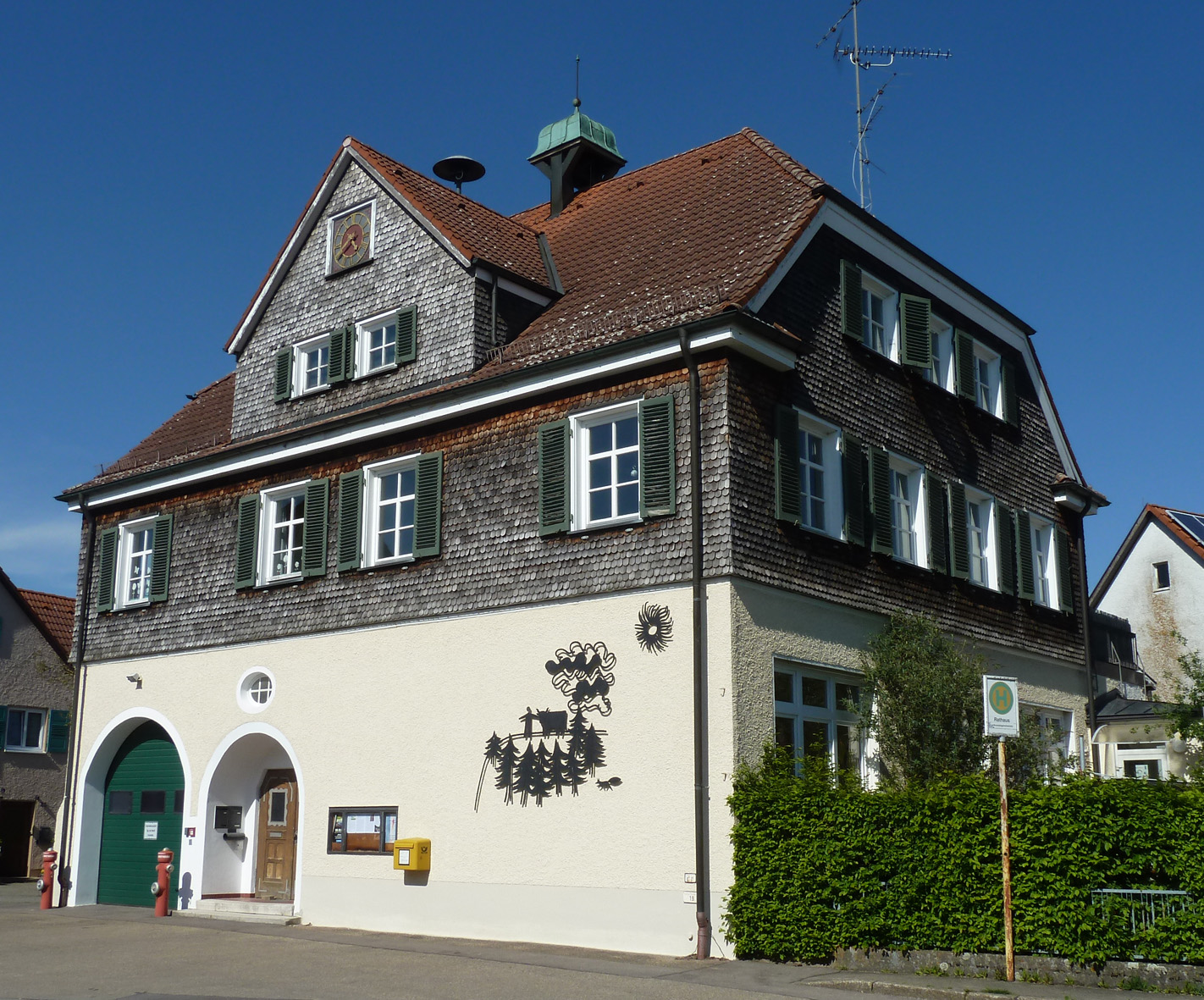
Historisch stadhuis
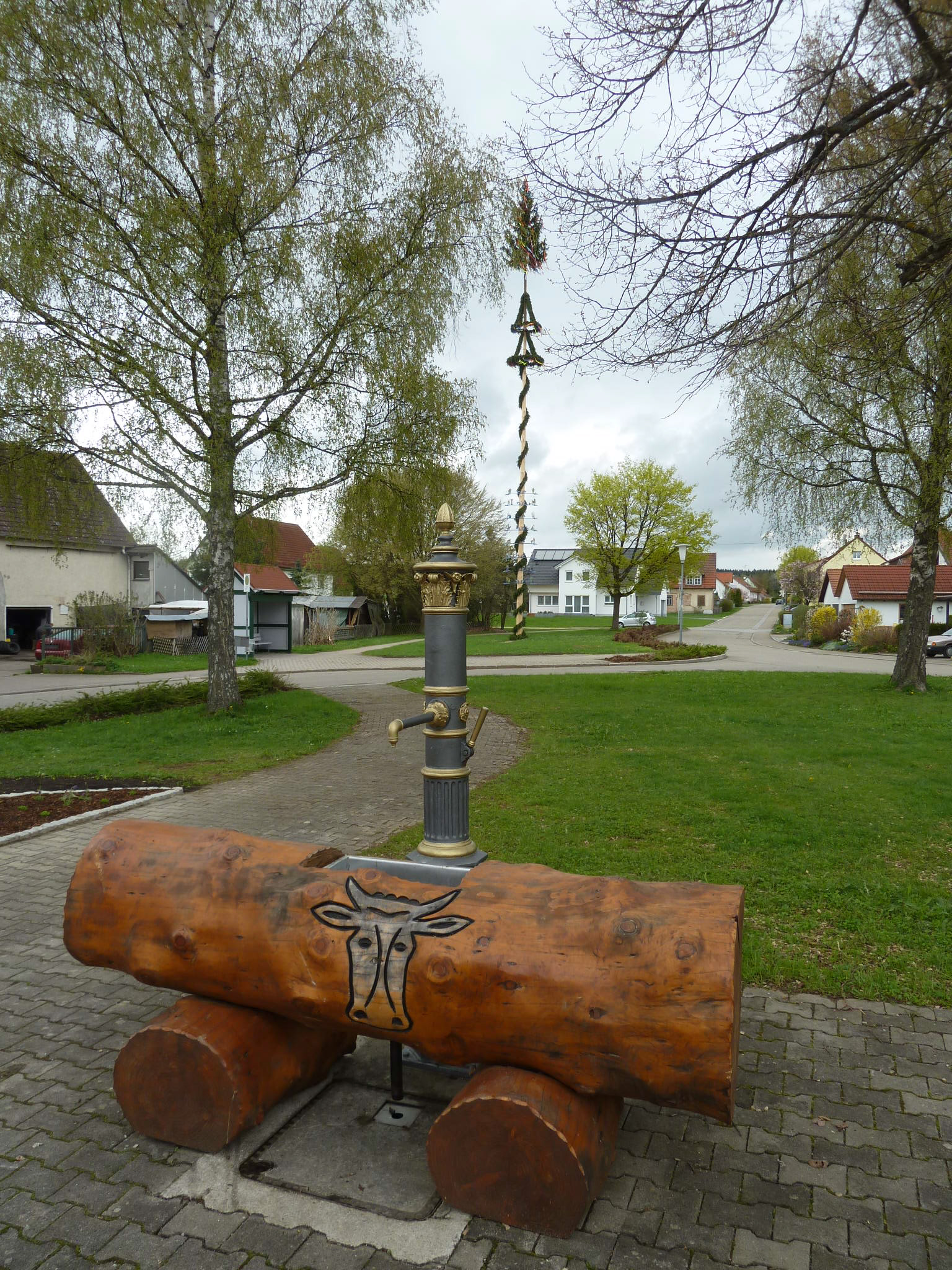
Dorpsplein Lindenplatz
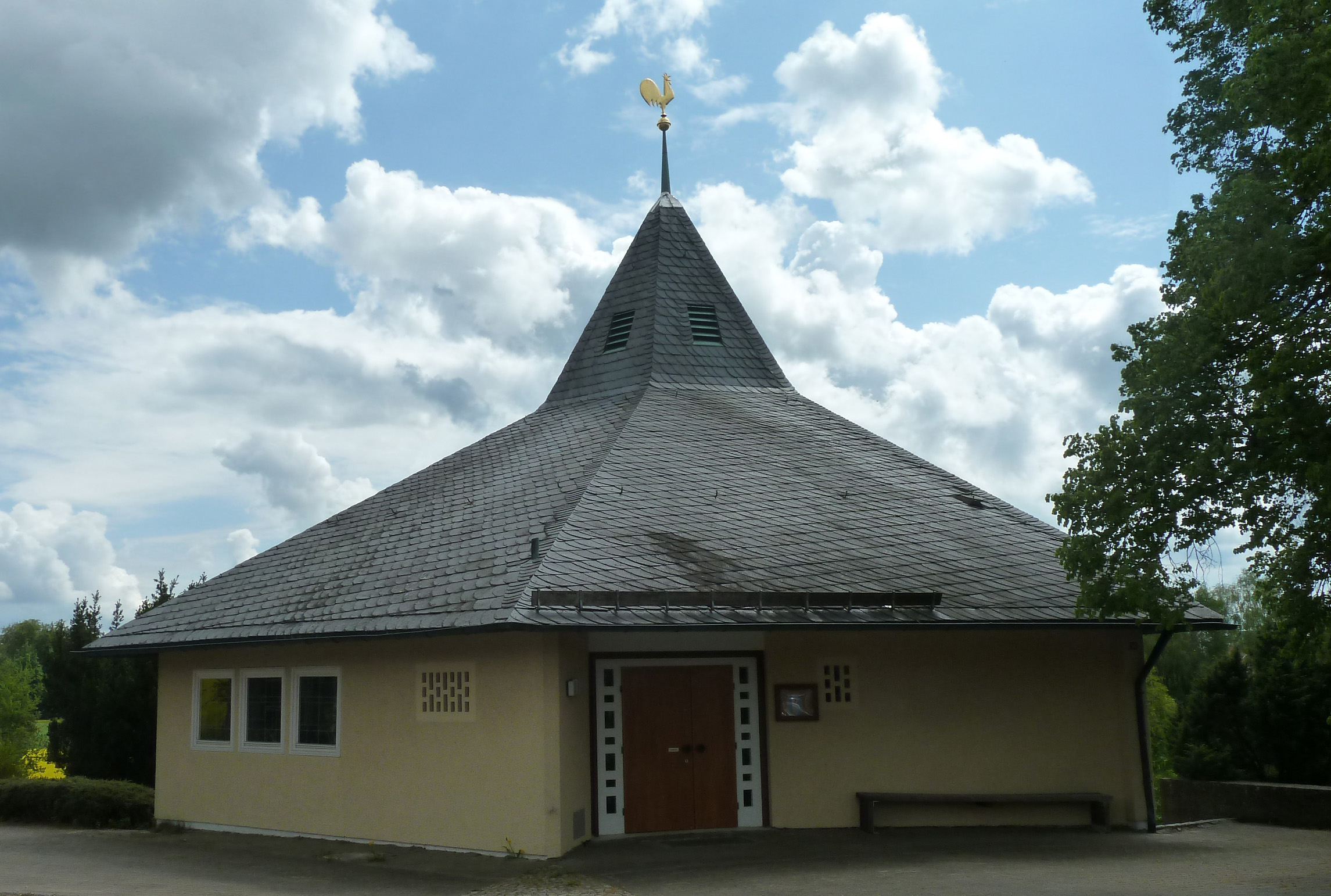
Protestantse kerk Johanneskirche
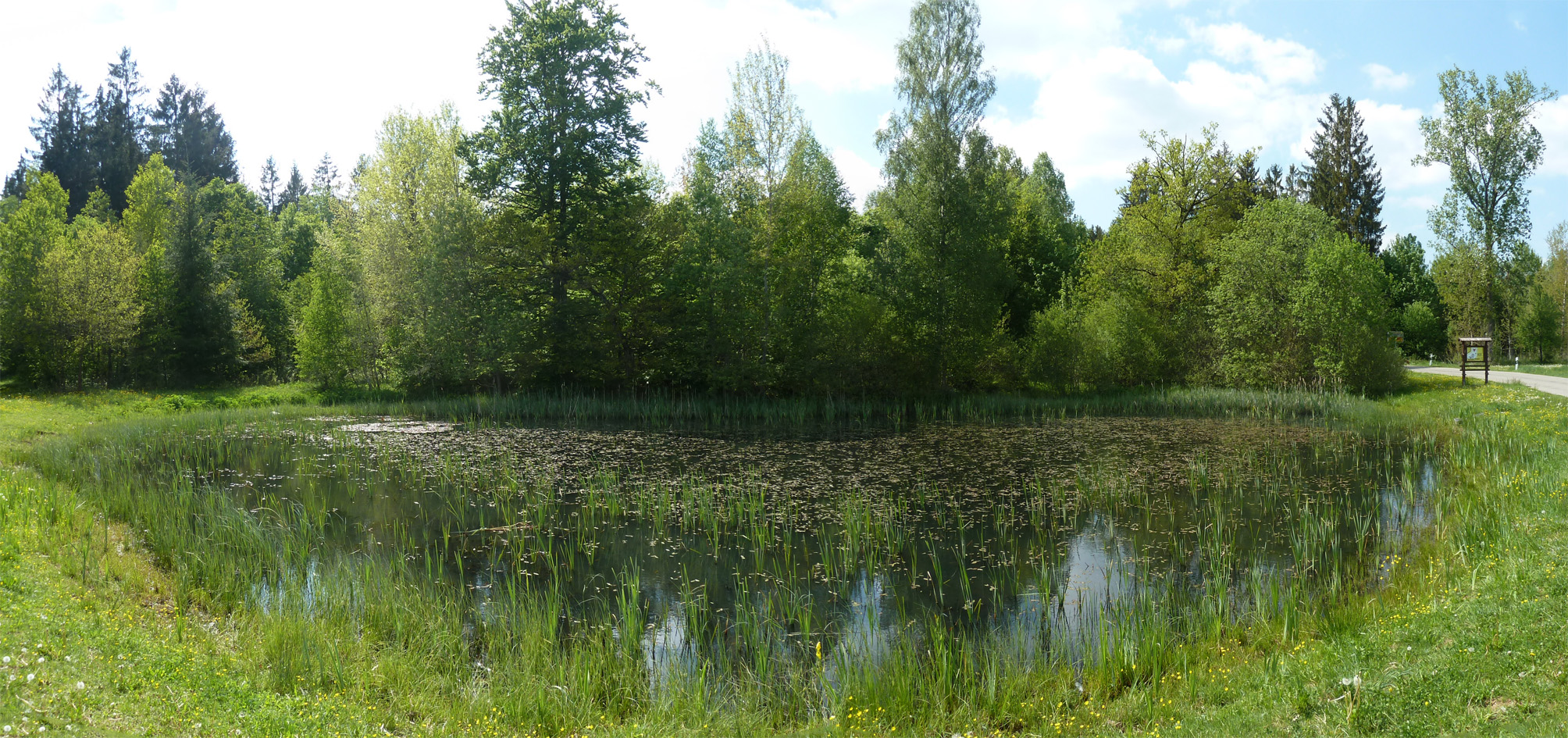
Dorpsvijver
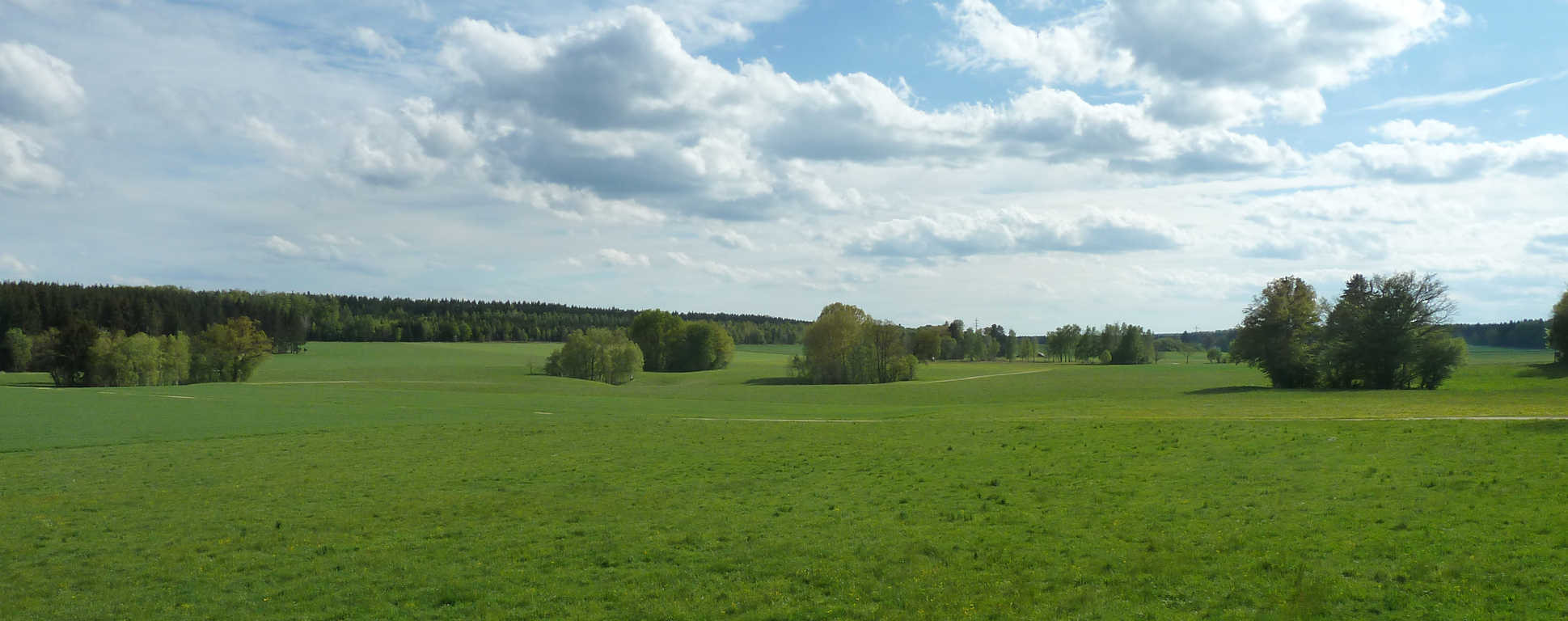
Natuurreservaat Falchen
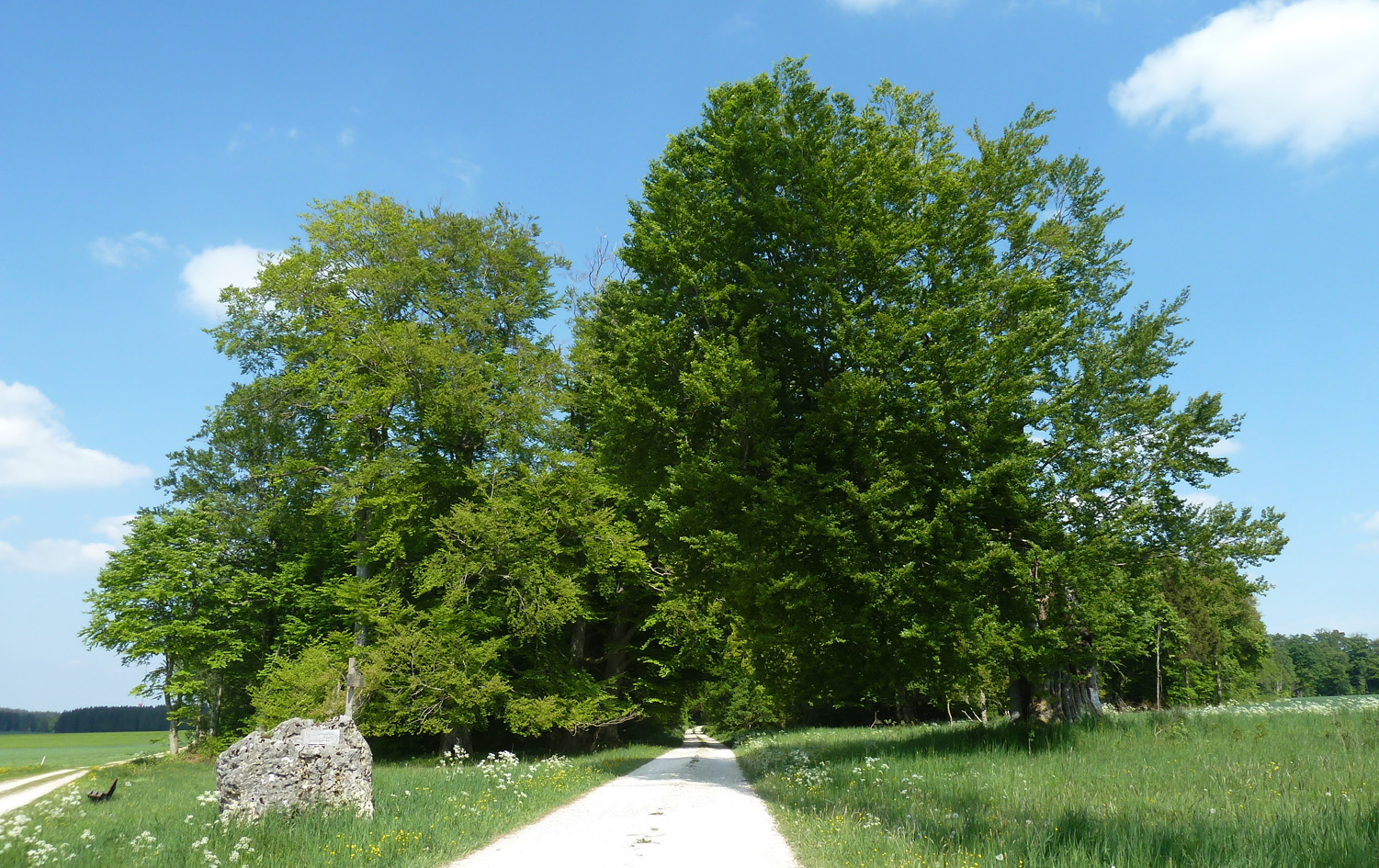
Natuurmonument Judenbusch